# 고드프리 오보아보나
고드프리 이타마 오보아보나(영어: Godfrey Itama Oboabona, 1990년 8월 16일 ~ )는 나이지리아의 전 프로 축구 선수로, 센터백으로 활약했다.

## 구단 경력
오보아보나는 온도에서 태어났고, 지역 클럽 선샤인 스타스에서 그의 프로 경력을 시작했다. 2013년 8월, BBC는 그가 잉글랜드 팀 아스널로 이적하는 것과 관련된 추측이 있었다고 주장했는데, 이것은 오보아보나와 선샤인 스타스의 회장 마이크 오도코에 의해 부인된 것이다.
그 달 말, 그는 튀르키예 클럽인 차이쿠르 리제스포르와 4년 계약을 맺었다. 그는 이적을 "꿈의 움직임"이라고 설명했다. 2018년 9월, 오보아보나는 프르바 HNL의 고리차에 입단했다.
2020년 2월, 그는 조지아의 디나모 바투미와 계약했다.

## 국가대표팀 경력
오보아보나는 2012년에 나이지리아 국가대표팀로 데뷔했고, FIFA 월드컵 예선 전에 출전했다. 그는 2013년 아프리카 네이션스컵에 나이지리아의 23명의 선수단에 소집되었다.
그는 2013년 FIFA 컨페더레이션스컵과 2014년 FIFA 월드컵에서 나이지리아 국가대표팀에 선발되었다. 오보아보나는 나이지리아에 의해 2016년 하계 올림픽을 위한 35명의 임시 선수단으로 선발되었다.